# Oberbootsmann
Der Oberbootsmann ist ein Dienstgrad der Bundeswehr und früherer deutscher Streitkräfte.

## Bundeswehr
Der Oberbootsmann ist einer der Dienstgrade der Bundeswehr für Marineuniformträger. Gesetzliche Grundlage ist die Anordnung des Bundespräsidenten über die Dienstgradbezeichnungen und die Uniform der Soldaten und das Soldatengesetz.

### Dienstgradabzeichen
Die Dienstgradabzeichen des Oberbootmannes zeigen zwei Winkel mit der Spitze nach oben auf beiden Unterärmeln. Ähnlich gestaltet sind die Schulterabzeichen. Die Schulterklappen sind zusätzlich mit einer geschlossenen Tresse umrandet.

### Sonstiges
Die Dienstgradbezeichnung ranggleicher Luftwaffen- und Heeresuniformträger lautet Oberfeldwebel. Hinsichtlich Befehlsgewalt, Ernennung, Sold, den nach- und übergeordneten Dienstgraden, ähnlich auch hinsichtlich der Dienststellungen sind Oberbootsleute und Oberfeldwebel gleichgestellt.
| Unteroffizierdienstgrad |                             |                                                                 |
| Niedrigerer Dienstgrad |                             | Höherer Dienstgrad                                              |
| Feldwebel Bootsmann Fähnrich Fähnrich zur See                                                                                   | Oberfeldwebel Oberbootsmann | Hauptfeldwebel Hauptbootsmann Oberfähnrich Oberfähnrich zur See |
| Dienstgradgruppe: Mannschaften – Unteroffiziere o.P. – Unteroffiziere m.P. – Leutnante – Hauptleute – Stabsoffiziere – Generale |                             |                                                                 |

## Nationale Volksarmee

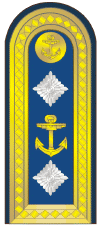
Dienstgradabzeichen Obermeister der Volksmarine

In der Volksmarine gab es keinen gleich- oder ähnlich lautenden Dienstgrad. Vergleichbar mit dem Dienstgrad der Bundeswehr war der Obermeister. Rangniedriger war der Meister, ranghöher der Stabsobermeister.

## Wehrmacht

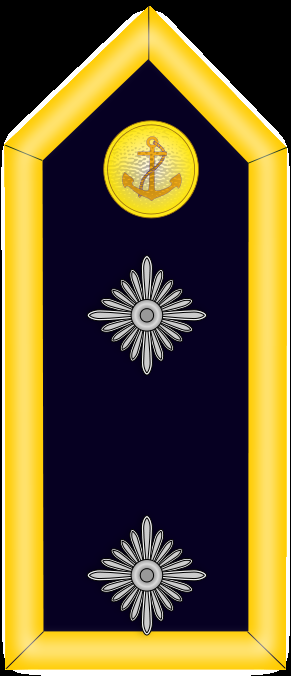
Dienstgradabzeichen Oberbootsmann der Kriegsmarine

In der Kriegsmarine gab es einen Dienstgrad Oberbootsmann (ranggleich: Oberfeldwebel, Obersteuermann, Obermaschinist usw.; heute vergleichbar mit NATO OR-7). Rangniedriger war der Stabsbootsmann, ranghöher der Stabsoberbootsmann.
Anmerkung
- OR – steht für das en Other Ranks (OR)[9]

| Dienstgrad                |               |                           |
| niedriger: Stabsbootsmann | Oberbootsmann | höher: Stabsoberbootsmann |